# 23928 Дербівудард
23928 Дербівудард (23928 Darbywoodard) — астероїд головного поясу, відкритий 26 вересня 1998 року.
Тіссеранів параметр щодо Юпітера — 3,254.